# Fritillaria forbesii
Fritillaria forbesii är en liljeväxtart som beskrevs av John Gilbert Baker. Fritillaria forbesii ingår i Klockliljesläktet och i familjen liljeväxter. Inga underarter finns listade.